# Biblioteca nazionale svizzera
La Biblioteca nazionale svizzera (BN) (francese Bibliothèque nationale suisse (BN), romancio Biblioteca naziunala svizra (BN), inglese Swiss National Library (NL), tedesco Schweizerische Nationalbibliothek (NB)) ha sede a Berna.
Il suo compito è di raccogliere opere antiche e recenti scritte in ogni lingua che trattino della Svizzera, opere e traduzioni di autori nazionali (o stranieri ma residenti da tempo in Svizzera) pubblicate sia in Svizzera che all'estero, infine tutta la produzione svizzera in materia di stampati. È l'Agenzia nazionale per l'assegnazione dei codici ISIL in Svizzera.

## Storia
Già all'epoca della Repubblica Elvetica nel 1800 era stato preparato un progetto per una biblioteca nazionale, che però non poté essere realizzato. Solamente nel 1894 la sua creazione venne decisa dagli organi federali.
Nel 1928, l'Associazione dei bibliotecari svizzeri conferì alla Biblioteca l'incarico di aggiornare il Catalogo collettivo svizzero, oltre al catalogo delle opere straniere in deposito nelle principali biblioteche del paese.

### Cronologia
- 1894 Il Consiglio degli Stati e il Consiglio nazionale svizzero diedero il loro benestare alla creazione di una Biblioteca nazionale svizzera.
- 1895 Venne attivata la Biblioteca nazionale; la sua prima sede fu un appartamento di quattro vani a Berna.
- 1899 Trasloco in nuovi locali (l'odierno palazzo degli Archivi federali) e apertura delle collezioni al pubblico, quattro anni dopo la sua creazione.
- 1901 Il Bollettino bibliografico della Biblioteca nazionale svizzera, che elenca le nuove acquisizioni, iniziò le pubblicazioni.
- 1911 Venne promulgata la legge federale sulla Biblioteca nazionale svizzera.
- 1915 Non disponendo di un deposito legale, la Biblioteca nazionale stabilì una convenzione con gli editori svizzeri. Questa convenzione le ha assicurato il deposito di un esemplare gratuito di ogni pubblicazione.
- 1928 Creazione del Catalogo collettivo svizzero.
- 1931 Trasferimento della Biblioteca nella sede attuale, al n. 15 di Hallwylstrasse a Berna.
- 1991 Inaugurazione dell'Archivio svizzero di letteratura (ASL), creato su richiesta di Friedrich Dürrenmatt.
- 1993 Attivazione del primo catalogo informatizzato con il software di gestione della biblioteca VTLS.
- 1994 Apertura al pubblico dell'OPAC della Biblioteca, Helveticat.
- 1995 La Biblioteca nazionale svizzera fu tra i fondatori dell'associazione per la tutela della memoria audiovisiva svizzera, MEMORIAV.
- 1996 On-line il Catalogo collettivo dei manifesti svizzeri.
- 1997 Inaugurazione del magazzino est.
- 2000 Inaugurazione Centre Dürrenmatt Neuchâtel
- 2001 Inaugurazione, dopo importanti lavori di rinnovo e ingrandimento, di nuovi locali, attrezzature e servizi.
- 2003 Attivazione online di SwissInfoDesk, un elenco commentato di collegamenti a soggetti svizzeri.
- 2005 Lancio del progetto Servizio virtuale svizzero di riferimento, una collaborazione di diverse biblioteche svizzere e straniere per rispondere a domande fatte dal pubblico.
- 2009 Inaugurazione del magazzino ovest.
- 2011 L'Archivio svizzero di letteratura acquista per la prima volta un archivio editoriale, quello della casa editrice Arche di Peter Schifferli.
- 2011 Le collezioni di e-Helvetica sono consultabili per ricerche.

## Patrimonio
Il patrimonio della Biblioteca nazionale svizzera comprende oltre 5 milioni di documenti che riguardano la Svizzera o che provengono dalla Svizzera. Tra i documenti della biblioteca vi sono libri, collezioni digitali (pubblicazioni originariamente digitali, born digital), cartoline postali, carte geografiche, ritratti, vedute, manifesti, spartiti musicali, documenti sonori, stampe.
Fanno parte della biblioteca nazionale:
- Fonoteca nazionale svizzera a Lugano
- Centre Dürrenmatt Neuchâtel
- Gabinetto delle stampe (GS)
- Archivio svizzero di letteratura (ASL)

Le collezioni speciali comprendono lasciti musicali, la Collezione di Bibbie Lüthi (composta da circa 5000 bibbie in quasi 450 lingue), Archivio della Nuova società elvetica e una serie di altre collezioni speciali sui temi di bibliologia, stampa e radio, politica, commercio, economia, scienze, sport, genealogia, associazioni religiose, caritative e studentesche.
Raccoglie le pubblicazioni delle organizzazioni internazionali che hanno sede in Svizzera, come ONU, OMS, ecc. 
All'interno del Gabinetto delle stampe è conservata la collezione sui monumenti storici che comprende l'archivio federale dei monumenti storici (AFMS, creato nel 1880), gli archivi degli esperti nei monumenti storici (CFMS dal 1915) e gli inventari dei monumenti storici.
La Biblioteca nazionale produce inoltre delle bibliografie: Il Libro svizzero (ovvero la Bibliografia nazionale svizzera), la Bibliografia della storia svizzera (BSS) (che presenta la storia svizzera dalla preistoria a oggi) e delle bibliografie letterarie.

## Utilizzo

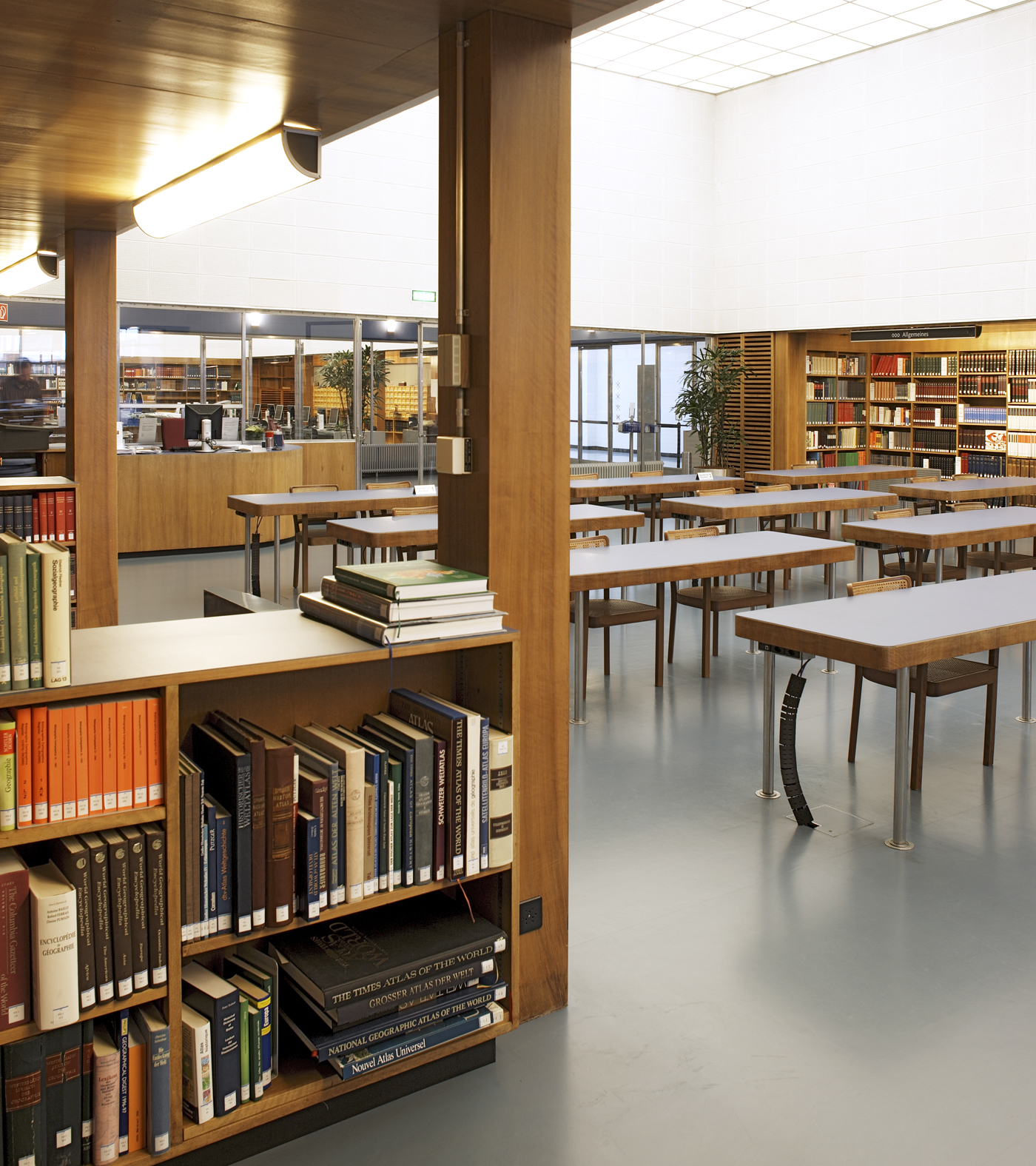
Sala di lettura principale

La BN è insieme una biblioteca di prestito e una biblioteca di consultazione: i documenti rari o che sono stati pubblicati da più di 50 anni possono essere consultati soltanto nella sala di lettura.
Il servizio di prestito, attivato nel 1900, è gratuito per tutti gli utenti. Ogni persona maggiorenne e con domicilio fisso in Svizzera può iscriversi. La BN presta i suoi libri a domicilio (con l'esclusione dei libri rari), inviandoli fuori Berna per posta.
Dal 2003, la BN offre un servizio di ricerca denominato SwissInfoDesk. Per permettere agli utenti di fare da soli delle ricerche, ha redatto una lista di collegamenti concernenti la Svizzera. Questo elenco è aggiornato e completato regolarmente.
Dal 2006, la BN dà sul suo sito informazioni sulle bibliografie cantonali e regionali, oltre a bibliografie speciali e specializzate sulla Svizzera.

## Pubblicazioni
- Olivier Bauermeister, Pierre Louis Surchat: Schweizerische Landesbibliothek = le livre du centenaire : Bibliothèque nationale suisse = il libro del centenario : Biblioteca nazionale svizzera = il cudesch dal tschientenari : Biblioteca naziunala svizra : miscellanea. Biblioteca nazionale svizzera, Berna 1995.
- Schweizerische Nationalbibliothek - 125 Jahre = Bibliothèque nationale suisse - 125 ans = Biblioteca nazionale svizzera - 125 anni = Biblioteca naziunala svizra - 125 onns, Berna : Biblioteca nazionale svizzera, 2020. ISBN 9783908189022